# 웃다리농악
웃다리농악(웃다리農樂)은 충청·경기지역의 농악이다. 1989년 3월 18일 대전광역시의 무형문화재 제1호로 지정되었다.

## 개요
웃다리농악은 충청·경기지역의 농악을 가리킨다. 농악의 과정은 인사굿·돌림벅구·당산벌림·칠채오방감기와 풀기·무동쾌자놀이·소고절굿대놀이·십자걸이·사통백이·원좌우치기·네줄좌우치기·쩍찌기·풍년굿·고사리꺾기·도둑굿·소고판굿놀이·무동꽃받기·개인놀이·뒷풀이·퇴장굿의 순서로 진행된다.
웃다리농악은 다른 충청·경기농악들과 구성에 있어서 서로 유사성을 갖는데 이것은 각 농악단의 상쇠들이 1950년에 만들어진 남사당패에 관여했기 때문이다. 그러나 칠채가락과 무동타기는 다른 지역과 구분된다.

## 농악
농악은 농부들이 두레를 짜서 일할 때 치는 음악으로, 꽹과리·징·장구·북과 같은 타악기를 치며 벌이는 음악을 두루 가리키는 말이다. 굿·매구·풍장·금고·취군 등으로도 불린다.

## 보유자
| 성명            | 성별 | 생년월일   | 기.예능 | 주소                   | 인정일자  | 해제일자 | 비고 |
| --------------- | ---- | ---------- | ------- | ---------------------- | --------- | -------- | ---- |
| 송덕수 (宋德秀) | 남   | 1960.10.12 | 상쇠    | 대전 동구 성남2동 14-4 | 2007.3.23 |          |      |

## 참고 자료
- 웃다리농악 - 국가유산청 국가유산포털